# Geisterschiff Jenny

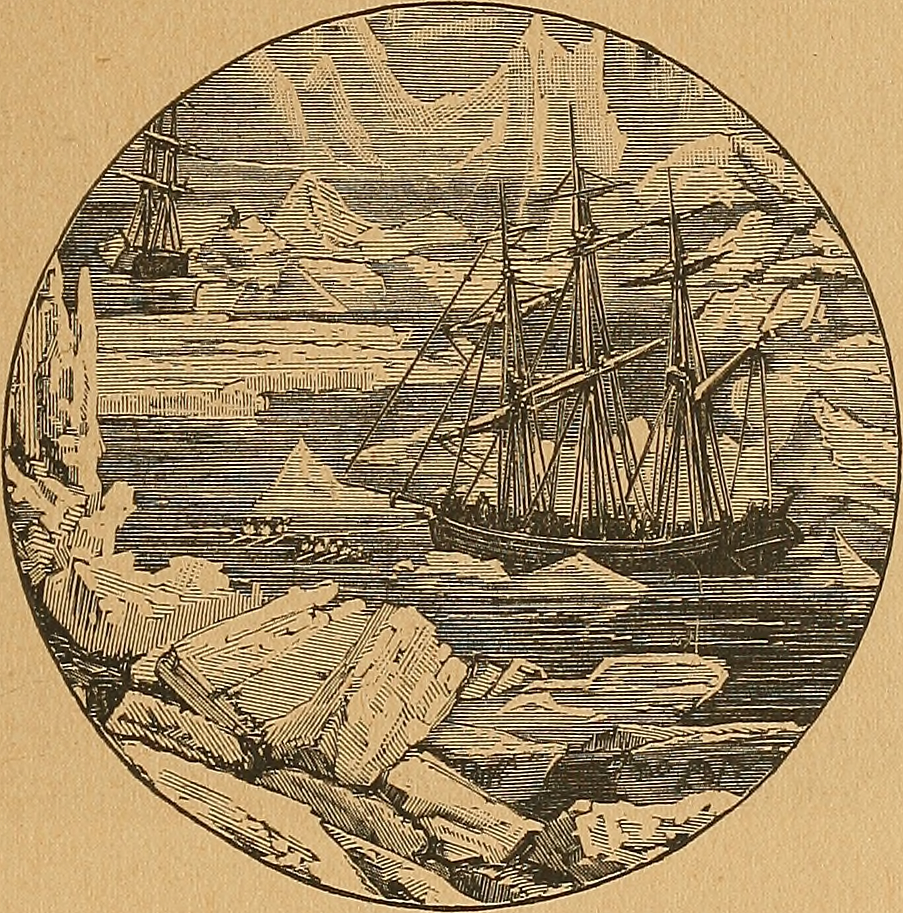
Ähnlich könnte das Auffinden der Jenny ausgesehen haben. Illustration der Geschichte Die eingefrorene Mannschaft aus Wunderbare Taten und Abenteuer von 1893

Das  Geisterschiff Jenny war der Legende nach ein britischer Schoner, der im polaren Eis eingeschlossen und dadurch samt seiner verhungerten oder erfrorenen Besatzung konserviert wurde.
Die Erzählungen um das angebliche Geisterschiff sind Bestandteil der arktischen bzw. antarktischen Seegeschichte und wurden ab etwa 1841 sowie 1847 immer wieder in den Medien wiederholt. Eines der jüngsten Beispiele fand sich 2013 in der Londoner Times. Die Geschichten über das im Eis eingeschlossene Schiff samt gefrorener Crew sind unbelegt, werden aber als Tatsachen dargestellt.

## Überlieferung
Ein Walfänger namens Hope war in polaren Gewässern unterwegs, als massives Eis den Weg versperrte. Als das Meer wieder frei war, kam ein zweites Schiff in Sicht. Dieses Schiff sah heruntergekommen und vereist aus. Männer der Hope setzten über. An Bord entdeckten sie einen Toten, der am Tisch sitzend erfroren war. Er hatte offenbar kurz vor seinem Tod noch in das Logbuch geschrieben. Das Schiffstagebuch nannte als Schiffsnamen Jenny. Dem letzten Eintrag war zu entnehmen, dass die Mannschaft der Jenny seit 71 Tagen im Eis festgesessen hatte, ohne Lebensmittel und schließlich auch ohne Feuer. Insgesamt waren neun Personen an Bord, darunter eine Frau, und zudem ein Hund. Von der Besatzung hatte niemand überlebt.

### Darstellung in den Medien
Die erste im deutschsprachigen Raum bislang belegte Darstellung stammt vom 19. Februar 1841, in der Wiener Zeitung. In den folgenden Wochen verbreiteten andere Zeitungen denselben Text, teilweise mit der Überschrift „Das Todtenschiff“ sowie dem Zusatz „Eine wahre Begebenheit“. Bis zum 22. April 1841 sind sieben weitere Veröffentlichungen nachgewiesen.
Die Geschichte wurde mit größtenteils identischem Wortlaut in mehreren Zeitungen publiziert. Insbesondere der beim Schreiben Verstorbene und das Logbuch, an dem er bis zuletzt gearbeitet haben soll, sind feste Elemente aller Berichte.
Im Zusammenhang mit Berichten über McClintocks Forschungsergebnisse zur Aufklärung des Schicksals der Franklin-Expedition lebte die Legende des Geisterschiffs Jenny um 1862 erneut auf.

### Legende vom GeisterschiffOctavius
Die Geschichte über die Jenny ist vermutlich mit der Legende vom Geisterschiff Octavius identisch, das angeblich 1775, ebenfalls mit eingefrorener Crew, aufgefunden wurde. Auch hier ist von einem Kapitän die Rede, der erfroren mit der Feder in der Hand vor dem Logbuch sitzt, dessen letzter Eintrag 1762 vorgenommen wurde, dreizehn Jahre vor der Begegnung mit dem Walfänger Herald. In einer weiteren Version heißt das im Eis gefangene Schiff Gloriana und wird von einem Kapitän Warrens und seiner Mannschaft von der Try Again aufgefunden. Auch hier finden sich die Motive des erfrorenen Logbuchschreibers, der jungen Frau auf dem Bett, des jungen Mannes, der beim Versuch, Feuer zu machen, gestorben ist u. a. wieder.

## Historischer Hintergrund

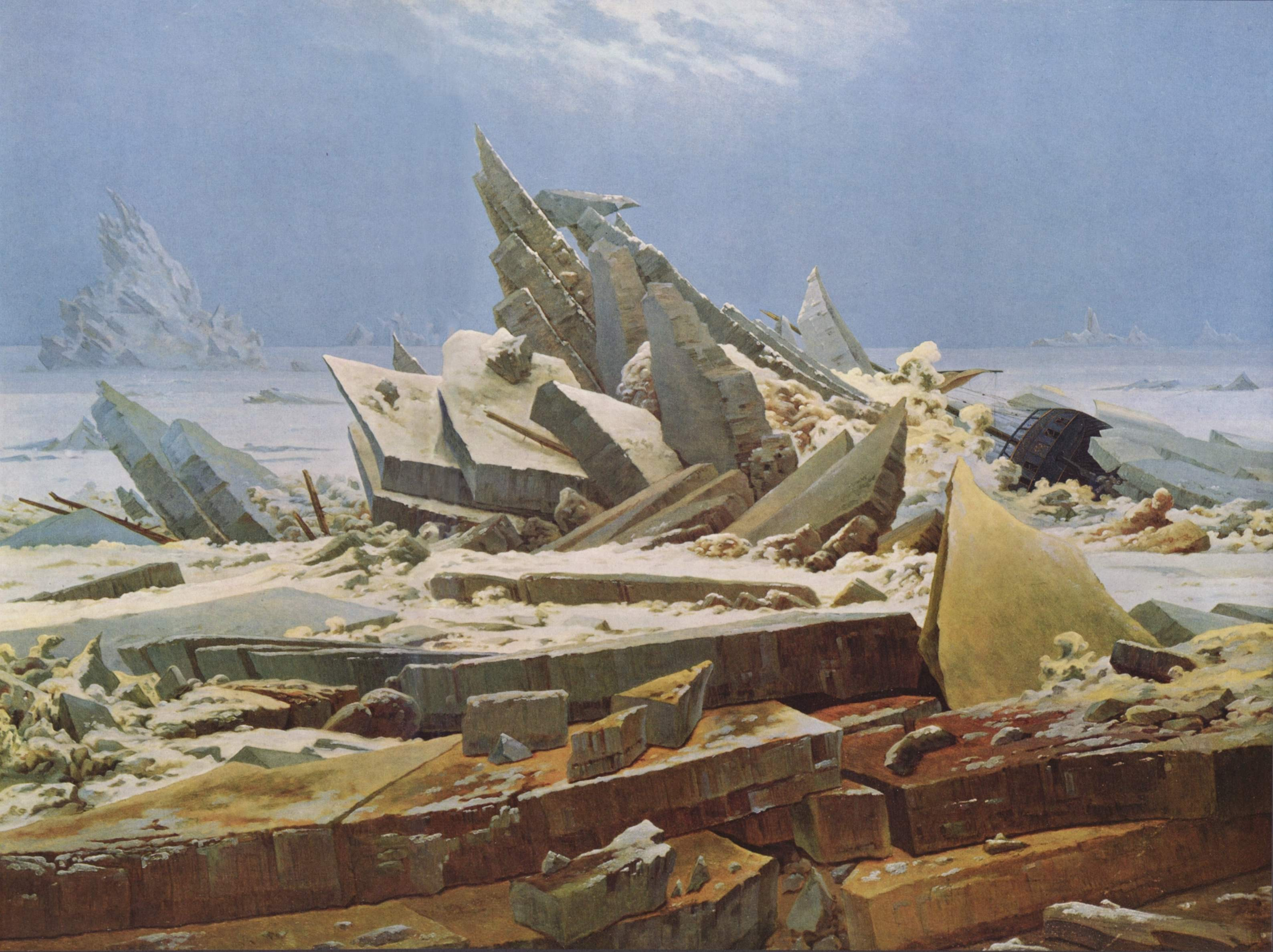
Historischer Zeitgeist: Das Eismeer von Caspar David Friedrich (1823)

Mitte des 19. Jahrhunderts fanden etliche Expeditionen in die Arktis statt, die vom Publikum mit Interesse verfolgt wurden. Dies hatte unter anderem wirtschaftliche Gründe, denn die Entdeckung der Nordwestpassage hätte eine wichtige Handelsroute eröffnet. Außerdem waren Nord- und Südpol noch nicht erforscht, so hatte auch die Theorie der hohlen Erde noch Bestand. Darüber hinaus faszinierten das unbekannte Land, die raue Landschaft und die Gratwanderung zwischen Erbarmungslosigkeit und Romantik die Leserschaft. Diese Sicht auf die Natur zeigt sich beispielsweise bei dem 1823 entstandenen Gemälde Das Eismeer von Caspar David Friedrich.
Auch in die Belletristik hielt die polare Natur Einzug, zum Beispiel in den zeitgenössischen literarischen Werken Jane Eyre und Frankenstein. Aus dieser Mischung von Spekulationen und Mythen entstand die Legende vom Schiff mit den „Eisstatuen“.  Die australische Physikerin und Autorin Elizabeth Leane veröffentlichte mehrere Werke zu den Polarregionen. Sie berichtet von einer Legende, die jener der Jenny ähnelt. Diese angeblich wahre Geschichte wurde 1847 in einer Militärzeitschrift publiziert. Eine ähnliche Legende erschien im Mai 1847 ebenfalls in einer Militärzeitschrift. Diese Geschichte spielte im nördlichen Eismeer im späten 18. Jahrhundert. Auch hier ist es ein Walfangschiff, das im Jahr 1779 auf ein vom Eis festgehaltenes Schiff stößt, dessen Kapitän am Tisch eingefroren aufgefunden wurde, vor sich das Logbuch, in dem der letzte Eintrag, „anno 1762“ überschrieben, 17 Jahre zurücklag.

## Sprache
Die Sprache, in der die Legende wiedergegeben wird, ist emotional und sensationslüstern:
- Es war ein Schiff der Toten.[21]
- Die Jenny war von Leichen bemannt.[22]

Der Schoner Jenny heißt stets Geisterschiff:
- Ein Geisterschiff! Fest in den Klauen des Eises lag sie dort, weiß, stumm und gespenstisch.[13]

Die Angst der Seemänner der Hope wird betont, aber auch der Mut des Kapitäns:
- Kapitän B. wischte sich den Angstschweiß von der Stirn und rief „Gebt mir ein Schiff.“[23]
- „W-w-w-ie ist ihr Name?“, stotterte er[24]

Es wird mit Ekel und Grusel bei der Schilderung der Leichen gespielt:
- Ein grüner feuchter Schimmel hat seine Wangen und Stirn bedeckt und seine geöffneten Augäpfel verhüllt.[3]

Dieses Geschehnis sei einmalig gewesen, eine Rarität:
- eine der sonderbarsten Begebenheiten auf See[25]
- eine der merkwürdigsten Tragödien in den Annalen der Seefahrt[21]

## Variationen in der Geschichte

### Orte und Zeiten

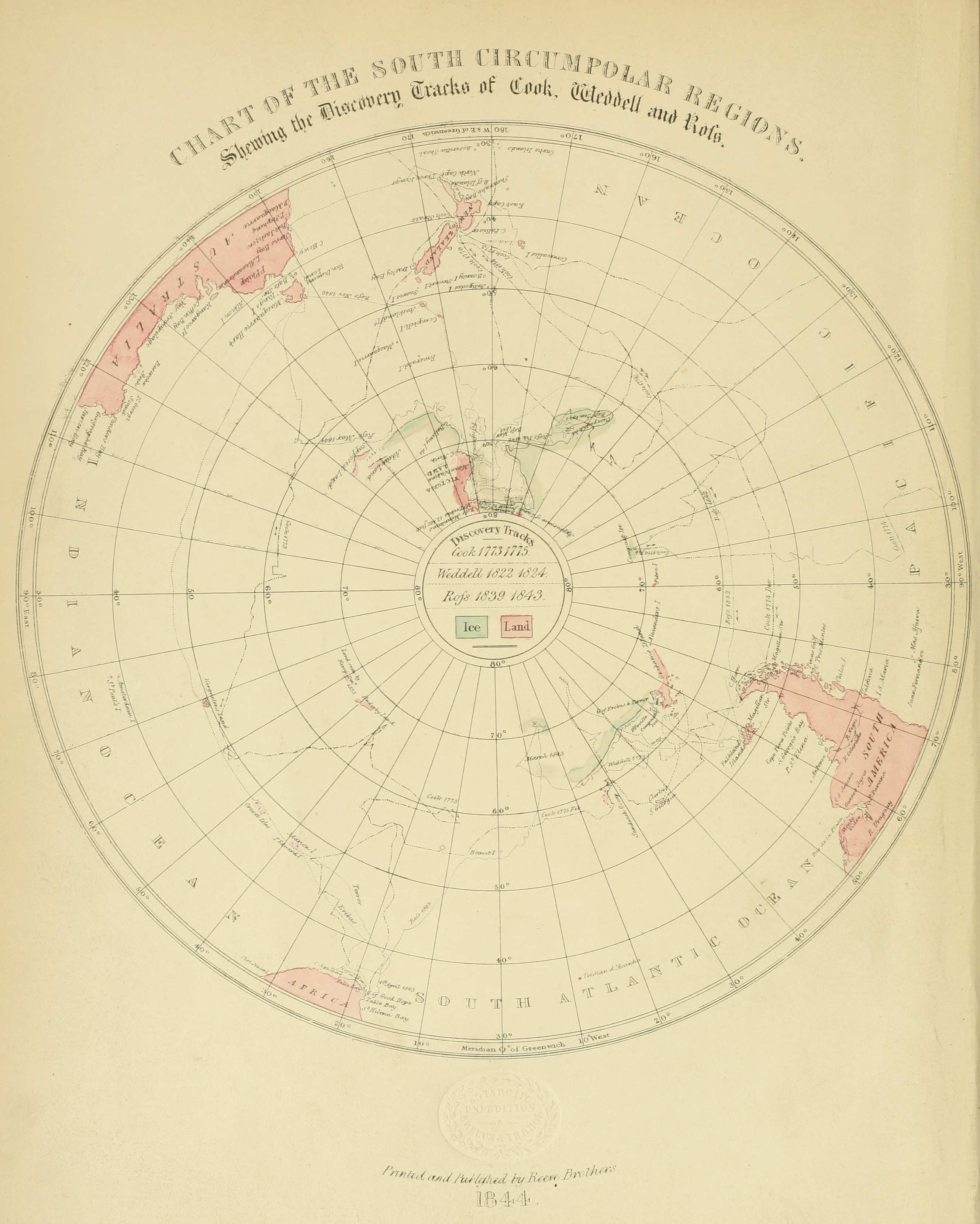
Die historische Karte (1844) der Antarktis zeigt die drei Kontinente (rosa), in deren Gewässern die Jenny gefunden worden sein soll.

Sowohl die Angaben über den Zeitpunkt des Auffindens der Jenny als auch über ihre Verweildauer im Eis variieren im Lauf der Jahrzehnte. Das Datum des Auffindens verschob sich von der früheren Version im Nordmeer von 1779 auf zunächst 1840, später weiter auf 1860. Überwiegend gleichbleibend war die Anzahl der 17 Jahre, in denen sie verschollen gewesen sein soll, aber auch die wurden später auf 37 Jahre erweitert.
Aus Pietät gegenüber dem Schicksal der Franklin-Expedition im Nordmeer wurde die Geschichte über die eingefrorene Schiffsmannschaft 1862 in den Süden, in die Antarktis, verlegt. Der Ort verschiebt sich zwar ins südliche Polarmeer, doch weiter sind sich die Autoren nicht einig. Gleich die Gewässer dreier Kontinente wollen Spielort der Legende gewesen sein. So wird das Zusammentreffen der Schiffe beispielsweise südlich von Kap Horn oder zwischen Australien und der Antarktis oder auch in der Drakestraße, der See zwischen der Südspitze Chiles und den Südlichen Shetlandinseln lokalisiert.
Die gleiche Geschichte mit geringfügigen Varianten erschien in mehreren Veröffentlichungen innerhalb der nächsten zehn Jahre. Was gleich blieb, waren die Angaben vom Walfänger Hope mit dem britischen Kapitän Brighton, die Jenny mit letztem Anlaufhafen Lima und eine erfrorene Person vor dem Logbuch.

### Entdeckung derJenny
In wenigen Varianten der Geschichte verfolgte der Walfänger Hope einen Wal, der ihm vor einer Eiswand entkam. Allen gemein ist, dass die Barriere aus Eis aufbricht. Dahinter erscheint ein Schiff, das ziellos driftet. Beim Näherkommen des vereisten Schiffes ist zu sehen, dass der Schiffskörper zersplittert und Segel und Takelage zerschlissen sind. Auf dem Vordeck liegt hoher Schnee. In einer besonders sensationslüsternen Version sieht die Mannschaft der Hope auf dem Deck des lädierten Schoners sieben Männer stehen. Sie sind von einer Eisschicht überzogen, eingefroren wie steinerne Statuen. Abgewandelt heißt es woanders, dass die sieben Männer erfroren auf dem Deck liegen. Bei deren Anblick fürchten die Männer der Hope einer Version der Story zufolge, die „Flying Dutchman“ zu sehen, den Fliegenden Holländer, das wohl berüchtigtste Geisterschiff.
Eine Version der Legende berichtet, dass Kapitän Brighton bereits beim Übersetzen vom Beiboot aus in eine Kajüte des Geisterschiffs blicken kann. Dort sitzt ein Mann an einem Tisch, Heft und Schreibzeug vor sich. Mal geht Kapitän Brighton alleine an Bord des Totenschiffes, mal mit einigen Männern. Das Rufen an Bord bleibt unbeantwortet. Einmal müssen zunächst Schneemassen entfernt werden, die die Falltür zur Kajüte blockieren.

### Logbuch

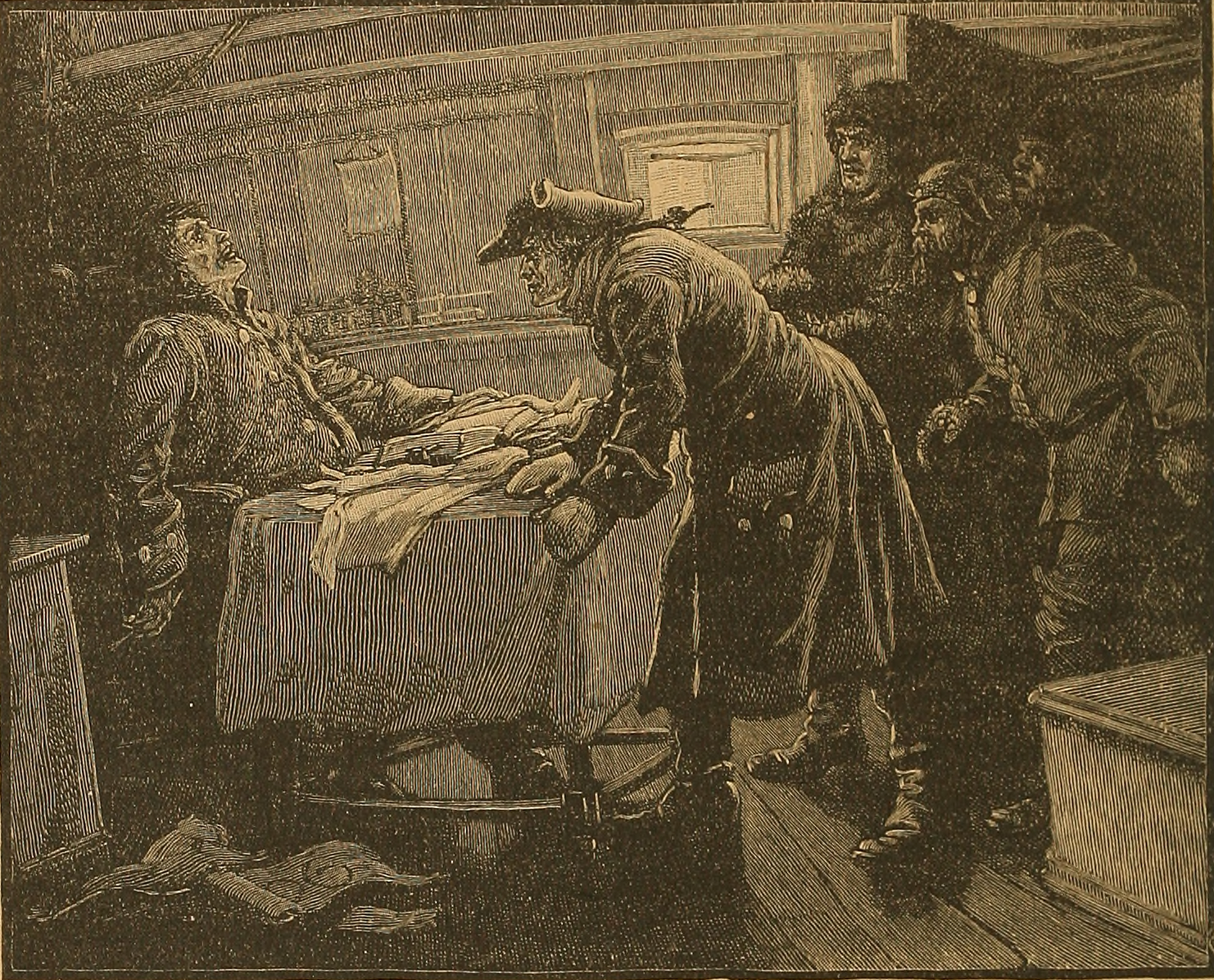
Ähnlich könnte das Auffinden des toten Kapitäns der Jenny ausgesehen haben. Illustration der Geschichte Die eingefrorene Mannschaft aus Wunderbare Taten und Abenteuer (1893)

In einer Kajüte wird jeweils ein Mann aufgefunden, der mit dem Rücken zur Tür an einem Tisch sitzt und noch die Schreibfeder in der Hand hält. Das Logbuch ist vor ihm aufgeschlagen. Auf Ansprache reagiert er nicht. Manchmal wird beschrieben, dass der Tote von grünlichem Schimmel überzogen ist und milchige Augen hat. Sein Alter wird auf 30 Jahre geschätzt. In den meisten Berichten handelt es sich bei dem Toten am Logbuch um den Kapitän des Geisterschiffes, andere sehen in ihm nur einen Matrosen.
Der letzte Eintrag des Logbuchs stammt je nach Epoche der Legende von 1762, vom 17. Januar 1823 oder aber vom 4. Mai 1823. In ausführlicheren Berichten steht in dem Logbuch zunächst zu lesen: „Wir haben heute den 71. Tag, seit wir vom Eis eingeschlossen sind. Trotz all unserer Bemühungen ging das Feuer gestern aus. Des Kapitäns Versuche, es wieder anzumachen, schlugen fehl. Seine Frau ist heute früh vor Hunger und Kälte verstorben; fünf Matrosen sind gestorben. Keine Hoffnung mehr!“ „Wie Worte, die mitten in der Rede eingefroren sind, haben seine Sätze lange darauf gewartet, empfangen zu werden.“ (Elizabeth Leane: Antarctica in Fiction) Über die letzten Zeilen sind sich alle Berichte einig:

“No food for 71 days, I am the only one alive.”

„Seit 71 Tagen kein Essen. Ich bin der Letzte, der am Leben ist …“

Aus dem Schiffsbuch ist jeweils zu entnehmen, dass das Schiff, die Jenny, auf der Insel Wight getauft worden ist. Es soll zuletzt im Hafen von Callao bei Lima in Peru gesehen worden sein. Das Logbuch zeigt die Route der Jenny, seit sie von Lima aufgebrochen ist.

### Mannschaft
In einer anderen Kajüte, die auch als Kapitänskajüte betitelt wird, liegt die Leiche der Frau des Kapitäns. Ihr Gesicht scheint fast noch frisch und lebendig, doch ihre Gliedmaßen sind krampfhaft zusammengezogen. Ebenfalls in der Kabine sitzt ein erfrorener junger Mann, an dessen Seite verschiedene Utensilien zum Feuermachen liegen, je nach Bericht ein Feuerstahl, ein Feuerstein, ein mit Leinwand gefülltes Feuerzeug oder eine Büchse mit Zunder.
Auch die Mannschaft, in Hängematten liegend, ist jeweils vom Eis konserviert. Bei der Treppe liegt ein toter Hund. Weder Lebensmittel noch Brennstoffe sind zu finden.
Kapitän Brighton ist in den Geschichten immer der mutigste der Männer. Die Angst und der Aberglaube seiner Männer hindern ihn daran, das ausgestorbene Schiff genauer zu untersuchen. In einer Version gibt die Crew der Hope den neun Verstorbenen eine standesgemäße Seebestattung.
Brighton nimmt das Logbuch an sich und übergibt es viele Monate später nach der Rückkehr nach England der Admiralität. Hiermit endet die Erzählung.

## Weiterleben der Geschichte

### Ortsname
In Gedenken an die Jenny gab das britische Antarktis-Ortsnamenskomitee 1960 einem rund 200 m hohen Felsmassiv an der Ostküste von King George Island im Archipel der Südlichen Shetlandinseln den Namen Jenny Buttress.

## Wahrheit oder Legende

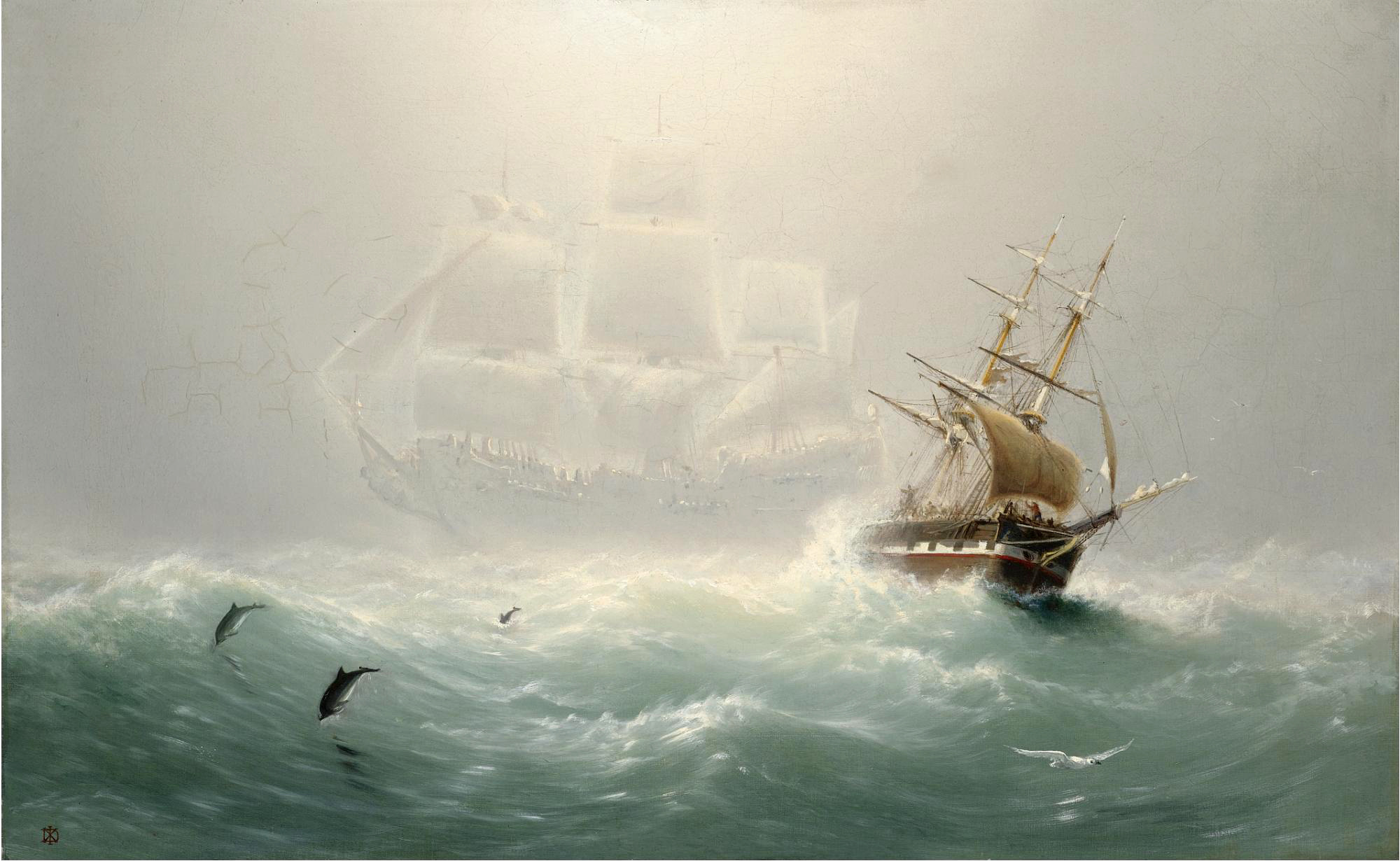
Eindeutig eine Legende: Das Geisterschiff The Flying Dutchman von Charles Temple Dix (um 1860)

Während die meisten Berichterstattungen nicht auf die Frage „Wahrheit oder Mythos“ eingehen, erklärte im Jahr 1938 der Brisbane Telegraph aus Australien, es handele sich um eine wahre Geschichte. Der Schoner sei vollständig aufgetakelt bis 1860 als „schwimmender Sarg“ ziellos durch das Eismeer geschwommen und tatsächlich von den Männern der Hope betreten worden. Die Jenny sei zudem von zahlreichen Booten aus gesichtet worden, heißt es weiter. Doch Versuche, das Treffen zwischen der Hope und der Jenny zu belegen, waren vergebens.